# Attacco allo Stato
Attacco allo Stato è un miniserie televisiva in due puntate del 2006 diretta da Michele Soavi.

## Produzione
Realizzata per RTI dalla Taodue, il formato originario è quello della miniserie televisiva di due puntate, ciascuna con una durata di 90 minuti, che vennero trasmesse in prima visione su Canale 5 nel 2006. La fiction narra alcune vicende relative alle Nuove Brigate Rosse, in particolare gli omicidi dei docenti universitari Massimo D'Antona e Marco Biagi sebbene i protagonisti siano personaggi di fantasia come precisato dallo stesso attore protagonista Raoul Bova.

## Distribuzione
Nel formato originario integrale, la miniserie venne distribuita nel mercato home video e venne replicata, nel corso degli anni, su Rete 4, Mediaset Plus, Iris, For You, Mediaset Extra e Telenorba.
Canale 5 ha ritrasmesso Attacco allo Stato anche in una versione ridotta, in un'unica puntata, come se fosse un film televisivo.

## Trama

### Prima puntata
Roma, 1999. Il docente universitario Massimo D'Antona, da poco consulente giuridico del Ministero del Lavoro, viene sorvegliato ventiquattrore al giorno da un gruppo bene addestrato, che si rivelerà essere una nuova formazione delle Brigate Rosse. Lo scopo della sorveglianza è commettere un attentato politico, che avviene in via Salaria, la mattina del 20 maggio. Sul caso indaga Diego Marra, vicequestore della Digos, con l'aiuto della sua squadra e del suo braccio destro, Spano, vera e propria memoria storica del terrorismo.
L'omicidio viene rivendicato poche ore dopo dalle Brigate rosse per la costruzione del Partito comunista combattente, che spediscono ai giornali una risoluzione strategica di 28 pagine. In questo documento D'Antona viene descritto come un "esponente di spicco dell'equilibrio politico dominante", al servizio della "borghesia imperialista". Il gruppo, capeggiato da Lidia Montero, è costituito da persone all'apparenza normali, insospettabili, che hanno però una doppia vita (Maurizio, Pietro, Carla, Silvio, Sandra). Marra è convinto che il gruppo terroristico sia collegato ai brigatisti protagonisti della scena negli anni settanta. Dopo approfondite ricerche, gli inquirenti arguiscono che potrebbe trattarsi di vecchi Nuclei Comunisti Combattenti, raccordi che ora si sono sostituiti ai loro "maestri".
Tramite la testimonianza di un ragazzo che ha visto uno degli assassini riescono a risalire alla scheda telefonica utilizzata per la rivendicazione, e tramite nuove tecniche e tecnologie riescono a risalire alla vita della scheda stessa.
L'analisi dei video delle telecamere di sicurezza della banca si rivelano invece infruttuose.
Nel frattempo i brigatisti, che hanno individuato Marco Biagi come il successivo obiettivo, compiono delle rapine per finanziare l'azione successiva.

### Seconda puntata
Per mettere a tacere la stampa, dal ministero viene diramata la falsa notizia che gli inquirenti sono ad un passo dalla cattura dei colpevoli dell'omicidio D'Antona, cosa che mette in seria difficoltà la squadra della Digos, che puntava sull'effetto sorpresa per colpire gli attentatori. Marra deve incassare un altro duro colpo: il sospetto brigatista arrestato non viene riconosciuto dal testimone durante un confronto all'americana.
Frattanto cominciano i problemi per Marco Biagi, cui viene tolta la scorta. Nonostante egli riceva telefonate notturne anonime e sia una delle persone concretamente più in pericolo, egli rientra nella riduzione delle scorte pari al 30%, una decisione presa dal ministro per via del clima politico creatosi dopo gli attentati dell'11 settembre 2001.
La sera del 19 marzo 2002 Marco Biagi viene assassinato davanti alla propria abitazione. Il calibro della pistola è lo stesso utilizzato per il delitto D'Antona. Anche questa volta l'omicidio viene rivendicato dalla Brigate Rosse, che trasmettono via mail ad un giornale un documento politico. La moglie del giurista rifiuta i funerali di Stato: "Lo Stato non c'era prima, e non lo voglio neanche adesso". Marra, che è stato affiancato dal vice questore Ruggeri, decide di seguire nuovamente la pista delle schede, che porta all'individuazione di una donna.
Il 2 marzo 2003 Lidia e Maurizio stanno recandosi in treno ad Arezzo quando vengono fermati da tre poliziotti durante un controllo. Maurizio uccide il capopattuglia Petri e viene a sua volta colpito a morte, Lidia viene arrestata. Sul suo palmare Marra trova un documento di accusa ad un componente del gruppo. Incrociando i dati delle schede riescono a risalire a tutte le chiamate fatte, individuando diversi componenti del gruppo. In seguito ad una fuga di notizie ai giornali la Digos è costretta ad anticipare i fermi, lasciandosi sfuggire un paio di brigatisti. Maria capisce che Carla è l'anello debole, e riesce a strapparle la password per accedere al computer. Trovano così la pianificazione del nuovo obbiettivo: un sindacalista, che viene salvato all'ultimo momento. Addosso ad uno dei brigatisti viene trovato un ritaglio di giornale con un annuncio per uno scantinato in affitto, dove trovano e arrestano anche l'ultimo brigatista.